# Odontorchilus
Odontorchilus is een geslacht van zangvogels uit de familie winterkoningen (Troglodytidae).

## Soorten
Het geslacht kent de volgende soorten:
- Odontorchilus branickii – Grijsrugwinterkoning
- Odontorchilus cinereus – Amazonewinterkoning